# Hemartros
En medicina, el término hemartros o hemartrosis hace referencia a la existencia de un derrame de sangre en el interior de la cavidad sinovial de una articulación. Puede deberse a varias causas, entre ellas un traumatismo o la existencia de una deficiencia en la coagulación de la sangre como ocurre en la hemofilia. Una de las articulaciones en que se produce con más frecuencia hemartros es la rodilla, en muchas ocasiones está originado por un traumatismo importante que causa otras lesiones, rotura de ligamentos cruzados, rotura de menisco o fracturas óseas. El hemartros provoca hinchazón y dolor en la articulación afectada, el diagnóstico se sospecha por los síntomas y se confirma punzando la cavidad articular y analizando el líquido sinovial (artrocentesis) procedimiento que al mismo tiempo diagnóstico y terapéutico. En condiciones normales el líquido sinovial es transparente, sin embargo cuando existe hemartros contiene abundantes hematíes y presenta un color que oscila entre el rojo oscuro y el tono del agua de lavar carne, dependiendo de la intensidad de la hemorragia.